# 中島香織
中島 香織（なかじま かおり、1967年10月23日 - ）は、日本の政治家。兵庫県議会議員（1期）、芦屋市議会議員（3期）を務めた。
宝塚歌劇団卒業生（元月組娘役）で、在団中の芸名は苑 ななみ（その ななみ）。

## 来歴
兵庫県芦屋市出身。愛光幼稚園を経て小学校から高校2年まで神戸海星女子学院に学ぶ。高校卒業を待たずに1985年、宝塚音楽学校受験・合格、同校へ進学した。在学中は首席となる。
1987年、73期生として『宝塚をどり賛歌/サマルカンドの赤いばら』で初舞台を踏んだ。月組に配属され、娘役だった。1992年、宝塚歌劇団を退団した。
退団後は兵庫県立青雲高等学校通信制、関西外国語大学短期大学部、放送大学（教養学士）を経て、神戸大学大学院人間発達環境学研究科前期博士課程を修了した。
2007年4月、芦屋市議会議員選挙に立候補し、1,128票を得て初当選（任期は同年6月11日から）した。無会派で活動した。第75代副議長に就任した。
2018年12月14日、芦屋市選出の兵庫県議会議員の幣原都が、任期満了にともなう芦屋市長選挙に無所属・自民党推薦で立候補することを表明した。2019年4月7日に行われた兵庫県議会議員選挙に中島は無所属で立候補し、幣原の後継の岩岡良典・前市議を破り初当選した（中島15,440票、岩岡12,795票）。その後2022年12月、2023年4月23日投開票の芦屋市長選挙に無所属で立候補する事を表明した。投開票では新人の高島崚輔に敗れ、現職の伊藤舞に次いで得票数3位の5,671票で落選した。

## 人物
- 兵庫県男女共同参画推進員、兵庫県イーブンアドバイザー養成塾修了10期生。
- 血液型A型。宝塚時代の公称身長161センチ、愛称は「ななみ」（芸名に由来）。